# Île Ujeeteetr
L'île Ujeeteetr est un îlot de Nouvelle-Calédonie dans les Pléiades du Sud, une des îles Loyauté.